# Бальбер, Григорий Аркадьевич
Григорий Аркадьевич Бальбер (11 августа 1939 — 17 июля 2004, Филадельфия) — поэт, музыкант и исполнитель.

## Биография
```
А мой дедушка родной,
Киевлянин коренной,
Чуть однажды не сошёл с ума:
Слух по Киеву прошел,
Что должны снести Подол
И построить новые дома.

Припев: 
Но без Подола Киев невозможен,
Как святой Владимир без креста!
Это же кусок Одессы,
Это новости для прессы
И мемориальные места.

```

Получил образование полиграфиста. В 1970-х годах переехал в город Киев, где играл в ресторанах и на свадьбах, а также сотрудничал с Любовью Успенской и Аркадием Северным. Вместе с Аркадием Северным 22 апреля 1977 года записали альбом «Подол». Помимо этого он записал ряд альбомов под фортепиано и с разными ансамблями.
В 1989 году Г. Бальбер приехал в Нью-Йорк где в студии Сюзанны Тэппер совместно с М. Шуфутинским они записали альбом к дню рождения известного исполнителя на скрипке и саксофоне в стиле «шансон» Александра Аркадьевича Фельдмана.
В начале 1990-х годов уехал на ПМЖ в США. В Америке поселился в Филадельфии, где исполнял песни в разных ресторанах. В 2001 году записал сольник.
Скончался 17 июля 2004 года в Филадельфии.

## Альбомы

### Альбом 1970 года (1970)
Треклист:
1. Ваше благородие
2. Я-одессит
3. Денежки
4. На евр. языке
5. На евр. языке
6. Улица моя
7. Щеточки
8. На евр. языке
9. В Одессе я родился
10. Поспели вишни
11. Ах, Одесса!
12. Рахиля (Рахиля, Вы мне нравитесь)
13. Песня про Подол
14. Молдавская полька
15. Избушка
16. На евр. языке
17. Инструментал
18. Живёт Моя Отрада
19. Значит Вышло Так
20. Инструментал
21. Помню в детстве я

### Киевский концерт (1977)
Треклист:
Сторона А
1. Про Подол
2. Тетя Хая
3. Еврейская свадебная
4. Три еврейки
5. Клавочка
6. Главному Антисемиту Аркадию Северному
7. Посылаю я письмо не Китаю
8. Пустите Рая
9. С украинским приветом
10. Чай пила, закусила
11. В Одессе раз в кино

Сторона Б
1. Песня Про Подол
2. Как много девушек хороших
3. Гром прогремел
4. Рахиля
5. Шел трамвай 10-й номер
6. Про бабушку-старушку
7. Я сижу на верхотуре
8. Вернулся я в Одессу
9. Монолог Северного

### Концерт с А. Северным «Подол», «Бессарабка» или «Привет Киеву» (22 апреля 1977)
1. Вступление
2. Без Подола Киев невозможен (часть 1)
3. Жозеф
4. Тетя Хая
5. Еврейская свадебная
6. Три еврейки
7. Клавочка
8. Главному антисемиту Аркадию Северному
9. Частушки юного пианиста
10. Украинский привет
11. В Одессе раз в кино
12. Без Подола Киев невозможен (часть 2)
13. Сердце (Черная стрелка)
14. Гоп-со-смыком
15. С Одесского кичмана
16. Бублички
17. У самовара
18. Лимончики
19. Гром прогремел
20. Рахиля
21. Трамвай № 10
22. Семь сорок
23. Налётчики
24. На верхотуре
25. Пяточки чешу

### День рожденья А. Фельдмана (1989)
Треклист:
1. Интро
2. Добрый вечер, дядя Мейер
3. Помню я Одессу-маму
4. Ой, Одесса-мама
5. Айзек, майзек
6. Де киндер 1
7. Де киндер 2
8. Станция Джанкой
9. Ай, ай, ай
10. Шейн
11. Я с тобой не встретился
12. Хаим
13. Киндер, киндер
14. Инструментал (исполняет А. Фельдман)
15. Инструментал (исполняет А. Фельдман)
16. Инструментал (исполняет А. Фельдман)
17. Инструментал (исполняет А. Фельдман)
18. Инструментал (исполняет А. Фельдман)
19. Инструментал (исполняет А. Фельдман)
20. Инструментал (исполняет А. Фельдман)

### Концерт в Филадельфии (ресторан «Golden Gates») (2001)
Треклист:
1. Спасибо вам
2. Эти глаза напротив
3. Чирибом
4. На Подоле
5. Ко мне пришла любовь
6. Соломон
7. Подол
8. Майн штейн
9. В этот вечер
10. Попурри песен Утесова
11. Ой, шварце
12. Джанкой
13. Лимончики
14. Попурри одесских песен

## Семья
- Дочь — Белла Ниссен-Бальбер.

## Память
В 2010 году вышел альбом «Александр Лобановский и Григорий Войнер — Не старей!» в котором Александр Лобановский и екатерина Кириллова исполняют песни Григория Войнера.